# Éditions Seghers
La Éditions Seghers sono una casa editrice francese fondata nel 1944 da Pierre Seghers e dedicata soprattutto all'edizione di opere di poesia.
La casa editrice è particolarmente nota per le sue collane dedicate alla poesia, tra cui Poètes d'aujourd'hui. Le Éditions Seghers hanno inoltre pubblicato antologie dedicate a cantanti, come la Poésie et chanson, a scienziati, a cineasti, a filosofi, e a molti altri argomenti. Le Éditions Seghers contemplano numerose opere di poeti francesi rinomati, quali ad esempio Louis Aragon o Paul Éluard, compagni nella Resistance di Pierre Seghers.

## Storia
Pierre Seghers ha creato la sua prima casa editrice nel 1938 con il nome di Éditions de la Tour a Villeneuve-lès-Avignon. Prese quindi definitivamente il nome di Éditions Seghers a partire da maggio 1944, con il primo numero della collana Poètes d'aujourd'hui, dedicata a Paul Éluard. Nell'agosto 1944 Pierre Seghers e la sua casa editrice s'installarono a Parigi, prima in Boulevard Raspail, poi in Rue de Vaugirard.
Nel 1969 Pierre Seghers vendette la sua casa editrice all'amico Robert Laffont.
Dopo anni di funzionamento al rallentatore, durante gli anni novanta, la casa editrice ha pubblicato molte opere per iniziativa di Leonello Brandolini d'Adda, presidente e direttore generale delle Editions Robert Laffont, e di Bruno Doucey, direttore delle Éditions Seghers dal 2003 al 2009.
Da luglio a ottobre 2011 si è tanuta a Parigi, al Museo di Montparnasse, una mostra dedicata a Pierre Seghers e alla sua casa editrice, poi trasferitasi Villeneuve-lès-Avignon dal 1º dicembre 2012 al 31 marzo 2013. In seguito il Museo di Montparnasse, con la partecipazione dell'Institut mémoires de l'édition contemporaine, ha dato alle stampe un catalogo sulla vita di Pierre Seghers e la sua casa editrice, redatto da Bruno Doucey, antico direttore delle Éditions Seghers.

## Collane (parziale)
- Poètes d'aujourd'hui
- Poésie et chansons
- Poésie d'abord
- Savants du monde entier
- Cinéma d'aujourd'hui
- Théâtre de tous les temps
- Philosophes de tous les temps
- Autour du monde